# 13.ª circunscripción senatorial de Chile
La 13.ª circunscripción senatorial de Chile es una de las dieciséis entidades electorales de este tipo que conforman la República de Chile. Su territorio comprende la totalidad de las comunas de la Región de Los Lagos, ubicada geográficamente en la zona sur de Chile por las provincias de Chiloé, Llanquihue y Osorno, y la zona austral de Chile por la provincia de Palena. Fue creada en 2015 por medio de la ley 20.840, a partir de la antigua 17.ª circunscripción senatorial. Con una población que, según el censo del año 2017, alcanza los 828.708 habitantes, elige tres de los cincuenta senadores que integran el Senado de Chile.

## Representación
A febrero de 2023, la circunscripción senatorial 13 de Chile es representada por los siguientes senadores para el periodo 2022-2030:
| Periodo | Senador | Senador                                      | Senador            | Senador | Senador                              | Senador                       | Senador | Senador                                | Senador             | Mandato                                       |
| Periodo | Nombre  | Nombre                                       | Partido            | Nombre  | Nombre                               | Partido                       | Nombre  | Nombre                                 | Partido             | Mandato                                       |
| ------- | ------- | -------------------------------------------- | ------------------ | ------- | ------------------------------------ | ----------------------------- | ------- | -------------------------------------- | ------------------- | --------------------------------------------- |
| LVI     |         | Fidel Espinoza Sandoval (Puerto Montt, 1970) | Partido Socialista |         | Iván Moreira Barros (Santiago, 1956) | Unión Demócrata Independiente |         | Carlos Kuschel Silva (Frutillar, 1953) | Renovación Nacional | 11 de marzo de 2022 - Actualmente en el cargo |

## Historia electoral

### Elecciones parlamentarias de 2021
| Pacto                               | Pacto                        | Candidato/a                           | Candidato/a                       | Partido                     | Votos                       | %       | Resultado |        |
| ----------------------------------- | ---------------------------- | ------------------------------------- | --------------------------------- | --------------------------- | --------------------------- | ------- | --------- | ------ |
|                                     | AA. Chile Vamos              |                                       | Iván Moreira Barros               | UDI                         | 31 365                      | 10.59   | Senador   |        |
|                                     | AA. Chile Vamos              | Javier Hernández Hernández            | UDI                               | 22 875                      | 7.72                        |         |           |        |
|                                     | AA. Chile Vamos              | Alejandro Santana Tirachini           | RN                                | 24 968                      | 8.43                        |         |           |        |
|                                     | AA. Chile Vamos              | Carlos Ignacio Kuschel Silva          | RN                                | 28 814                      | 9.73                        | Senador |           |        |
|                                     | AB. Partido de la Gente      |                                       | Cristián Arnoldo Álvarez Mansilla | PDG                         | 8 584                       | 2.90    |           |        |
|                                     | AB. Partido de la Gente      | Carolina Silvana Figueroa Olave       | PDG                               | 8 922                       | 3.01                        |         |           |        |
|                                     | AB. Partido de la Gente      | Angélica María Henríquez Fernández    | PDG                               | 5 584                       | 1.89                        |         |           |        |
|                                     | AB. Partido de la Gente      | Christian Ángel Mauricio Cid Barahona | PDG                               | 6 023                       | 2.03                        |         |           |        |
|                                     | AH. Nuevo Pacto Social       |                                       | Rabindranath Quinteros Lara       | PS                          | 32 437                      | 10.95   |           |        |
|                                     | AH. Nuevo Pacto Social       | Fidel Espinoza Sandoval               | PS                                | 53 820                      | 18.17                       | Senador |           |        |
|                                     | AH. Nuevo Pacto Social       | Pamela Soledad Bertín Hernández       | PDC                               | 9 862                       | 3.33                        |         |           |        |
|                                     | AH. Nuevo Pacto Social       | Jorge Bruno Keim Gutiérrez            | PL                                | 1 885                       | 0.64                        |         |           |        |
|                                     | AL. Partido Ecologista Verde |                                       | Mauricio Martínez Hurtado         | PEV                         | 16 606                      | 5.61    |           |        |
|                                     | AR. Apruebo Dignidad         |                                       | Orietta Llauca Huala              | IND-COM                     | 13 347                      | 4.51    |           |        |
|                                     | AR. Apruebo Dignidad         | Fernanda Hederra Williams             | RD                                | 7 961                       | 2.69                        |         |           |        |
|                                     | AR. Apruebo Dignidad         | Paola Alejandra Venegas Arriagada     | PCCh                              | 11 830                      | 3.99                        |         |           |        |
|                                     | AW. Independientes Unidos    |                                       | Natalia Ravanales Toro            | IND-CU                      | 7 670                       | 2.59    |           |        |
|                                     | AW. Independientes Unidos    | Fabiola Moya Sandoval                 | IND-PNC                           | 3 620                       | 1.22                        |         |           |        |
| Votos válidamente emitidos          | Votos válidamente emitidos   | Votos válidamente emitidos            | Votos válidamente emitidos        | Votos válidamente emitidos  | Votos válidamente emitidos  | 296 173 | 89.48     | 89.48  |
| Votos nulos                         | Votos nulos                  | Votos nulos                           | Votos nulos                       | Votos nulos                 | Votos nulos                 | 13 986  | 4.23      | 4.23   |
| Votos en blanco                     | Votos en blanco              | Votos en blanco                       | Votos en blanco                   | Votos en blanco             | Votos en blanco             | 20 826  | 6.29      | 6.29   |
| Total de sufragios emitidos         | Total de sufragios emitidos  | Total de sufragios emitidos           | Total de sufragios emitidos       | Total de sufragios emitidos | Total de sufragios emitidos | 330 985 | 100.00    | 100.00 |
| Fuente: Servicio Electoral de Chile |                              |                                       |                                   |                             |                             |         |           |        |